# André Balitrand
 (juillet 2025).
André Balitrand, né le 9 août 1864 à Millau (Aveyron) et mort le 20 décembre 1931 à Toulouse (Haute-Garonne), est un homme politique français.

## Biographie
Avocat à Millau en 1889, il est conseiller municipal de Millau en 1894 et conseiller général du canton de Millau entre 1906 et 1912. Il est député de l'Aveyron de 1902 à 1919 et de 1924 à 1928, siégeant au groupe de la Gauche radicale.

## Hommages
Au jardin public du Parc de la Victoire à Millau se trouve un buste en marbre d'André Balitrand réalisé par Joseph Malet en 1933.

## Sources
- « André Balitrand », dans le Dictionnaire des parlementaires français (1889-1940), sous la direction de Jean Jolly, PUF, 1960 [détail de l’édition]